# Collada

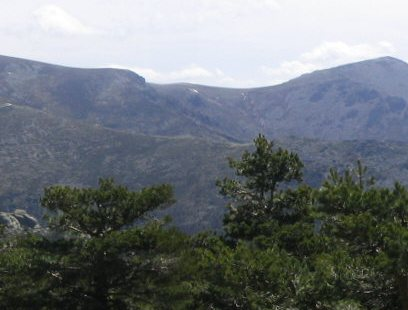
Collada del Piornal (2074 msnm), entre les muntanyes: Bola del Món (2265 msnm) i La Maliciosa (2227 msnm), Serra de Guadarrama.

Una collada, també denominada  coll, és la part més baixa, i bastant plana, que es troba entre dos cims o dues elevacions del terreny, alhora que separa dues valls oposades. Quan una via de comunicació, camí, carretera, autopista, l'aprofita per travessar una cadena muntanyenca, es parla de port de muntanya o pas de muntanya.
L'equivalent submarí de la collada es denomina llindar submarí.

## Punt de sella

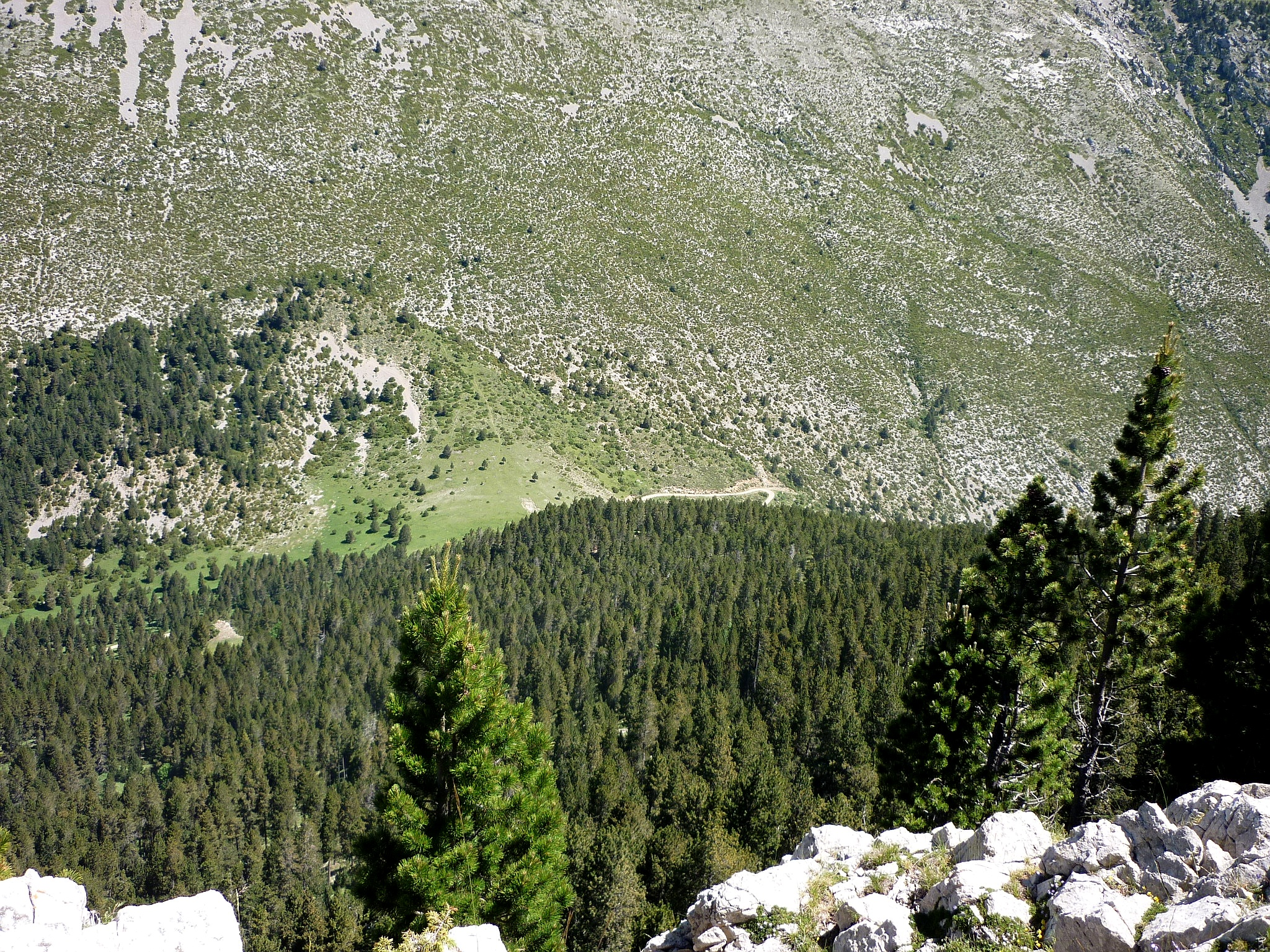
El Coll de Jovell (al centre), entre el Cadí a dalt i el Cadinell a baix, presenta la clàssica clariana, plana i herbada

Topològicament, una collada correspon a un punt de sella de la topografia (un lloc en el qual en una direcció la topografia és màxima mentre que en la perpendicular és mínima). En el mapa topogràfic, els colls es mostren com una clariana on el parell de corbes de nivell de la base dels cims tenen el mateix valor d'altitud, però en sentits oposats. El mateix passa amb les corbes que indiquen l'inici de les valls que també presenten sentits oposats i el mateix valor (inferior, però a les dels cims i a les del mateix coll).
Un coll sobre una aresta rocosa o una cresta que en comptes de vessants està delimitat per parets més o menys verticals es denomina «bretxa». Els itineraris d'alta muntanya que tenen per destinació les bretxes es denominen «corredors» o «canals».